# Къща Клианти
Къща Клианти е музейна къща в Пловдив, на територията на Архитектурно-исторически резерват „Старинен Пловдив“
Построена е в средата на XVIII в. Известна е със своите впечатляващи стенописи и многоцветни тавани. Намира се в близост до Къщата на Ритора, къща „Ламартин“, Антовата къща, Жълтото училище.

## История
Днес от къща „Клианти“ са възстановени около 2/3 от първоначалния вид, тъй като нейните собственици през годините са извършили множество преустройства (вкл. деления на имота и отрязване на стаи), най-значителното от които е през 1817 г.
Първоначално долният етаж на къщата е бил отворен, цялата къща е била на колони и на леко засводени конструкции, наречени – хиприи. Жилищният етаж се е състоял от три помещения с голям отворен чардак. Този етаж по-късно бива повдигнат (надстроен), така че цяостната височина на къщата се променя.
През 1846 г. къщата е била изцялостно реконструирана, като разширеният в северна посока приземен етаж оформя покрит двор. През 1882 г. западната част на къщата била разрушена, а върху така освободеният имот е построена поствъзрожденска къща, която към момента е изоставена и полуразрушена. Остатъкът от къща „Кинати“ е разделен на 2 части, което води до преграждане на салона и отделяне на по-нова по стил стая с измазан таван. През 1920 г., при регулацията, част от югоизточния еркер е „изрязан“.

## Архитектура
Покритият двор на приземния етаж е изграден през първия строителен период; в североизточното помещение са възстановени огнището, навесът над огнището, миндерът и долапите.
Вторият етаж днес се състои от 3 стаи и просторен хайет с многобройни прозорци. На нивото на хайета е разположено междинно складово помещение с височина 1.60 м., наречено „химала“ („ниското“от гр.). Дървената стълба от хайета отвежда до двете основни помещения на етажа.
Техниката на изписване на къщата е повлияна от Ориента (т.нар. османски барок), но все още не е известно, кой именно я е изрисувал. Богатата художествена украса е концентрирана в жилищния етаж – многоцветни стенописи, цветни икрустации, таблетни дървени врати, мусандри, тавани, изписани с многообразни композиционни схеми. В двете големи зали на този етаж се намират и 3 пейзажа, за един от които се предполага, че изобразява автентичната Къща Клианти веднага след построяването ѝ, а другите 2 пейзажа представляват изгледи от Константинопол и Виена. Между тези 2 пейзажа в Югоизточната стая е запазаена великолепна алафранга.

## Реставрация
Проучването на къщата започва през 1984 г., когато голяма част от художествените ценности са били покрити с варна бадана по стените и маслени наслоявания по дървените елементи, някои от таваните са били безвъзвратно загубени, други се пазели на склад.
През 2017 г., след повече от 10-годишен период на реставрация и инвестирани 1,6 милиона лева, къщата отново отваря врати – във вида, който е имала през 1817 г. За цялостната реставрация заслугите имат арх. Румяна Пройкова, арх. Вера Коларова, арх. Кристина Станева, реставраторът Елена Кривошиева, изпълнителят Джовани Димитров и целият им екип. Изложените след реставрацията мебели са подбрани от фонда на „Старинен Пловдив“.